# Respect M.E.
Respect M.E. è il primo greatest hits della rapper statunitense Missy Elliott, pubblicato il 4 settembre 2006 dalla Atlantic Records.

## Il disco
La raccolta include una collezione di singoli di successo provenienti dai precedenti sei studio album dell'artista, dal 1997 al 2005. Prima della pubblicazione del disco si parlava dell'inserimento di due tracce inedite, 123 e Magnifica. Della prima s'era detto che sarebbe stato possibile comprarla nei negozi dell'HMV Group del Regno Unito. Le due tracce, comunque non appaiono nell'album.
Nella versione statunitense della raccolta, il singolo Take Away è stato rimpiazzato con il più fortunato remix di Basement Jaxx di 4 My People. Sempre negli Stati Uniti, altre importanti esclusioni sono stati il singolo One Minute Man e il remix di Hot Boyz.
Respect M.E. è stato il secondo album di Missy Elliott a raggiungere la top ten nel Regno Unito, piazzandosi alla posizione numero 7. La British Phonographic Industry ha certificato la vendita di più di 100 000 copie nel solo Regno Unito, premiando l'autrice con un disco d'oro. Nel mondo ha venduto circa 500 000 copie.

## Tracce
1. Get Ur Freak On - 3:57
2. Lose Control (featuring Ciara e Fatman Scoop) - 3:47
3. 4 My People (Basement Jaxx remix) - 3:32
4. We Run This - 3:24
5. Work It - 4:24
6. Gossip Folks (featuring Ludacris) - 3:57
7. One Minute Man (featuring Ludacris) - 4:13
8. I'm Really Hot - 3:31
9. Pass That Dutch - 3:41
10. Beep Me 911 (featuring 702) - 4:58
11. The Rain (Supa Dupa Fly) - 4:06
12. All n My Grill (featuring Big Boi e Nicole Wray) - 4:32
13. Hit Em wit da Hee (featuring Lil' Kim) - 4:20
14. Hot Boyz (featuring Lil' Mo) - 3:36
15. Sock It 2 Me (featuring Da Brat) - 4:17
16. She's a Bitch - 4:00
17. Teary Eyed